# Opera a corno

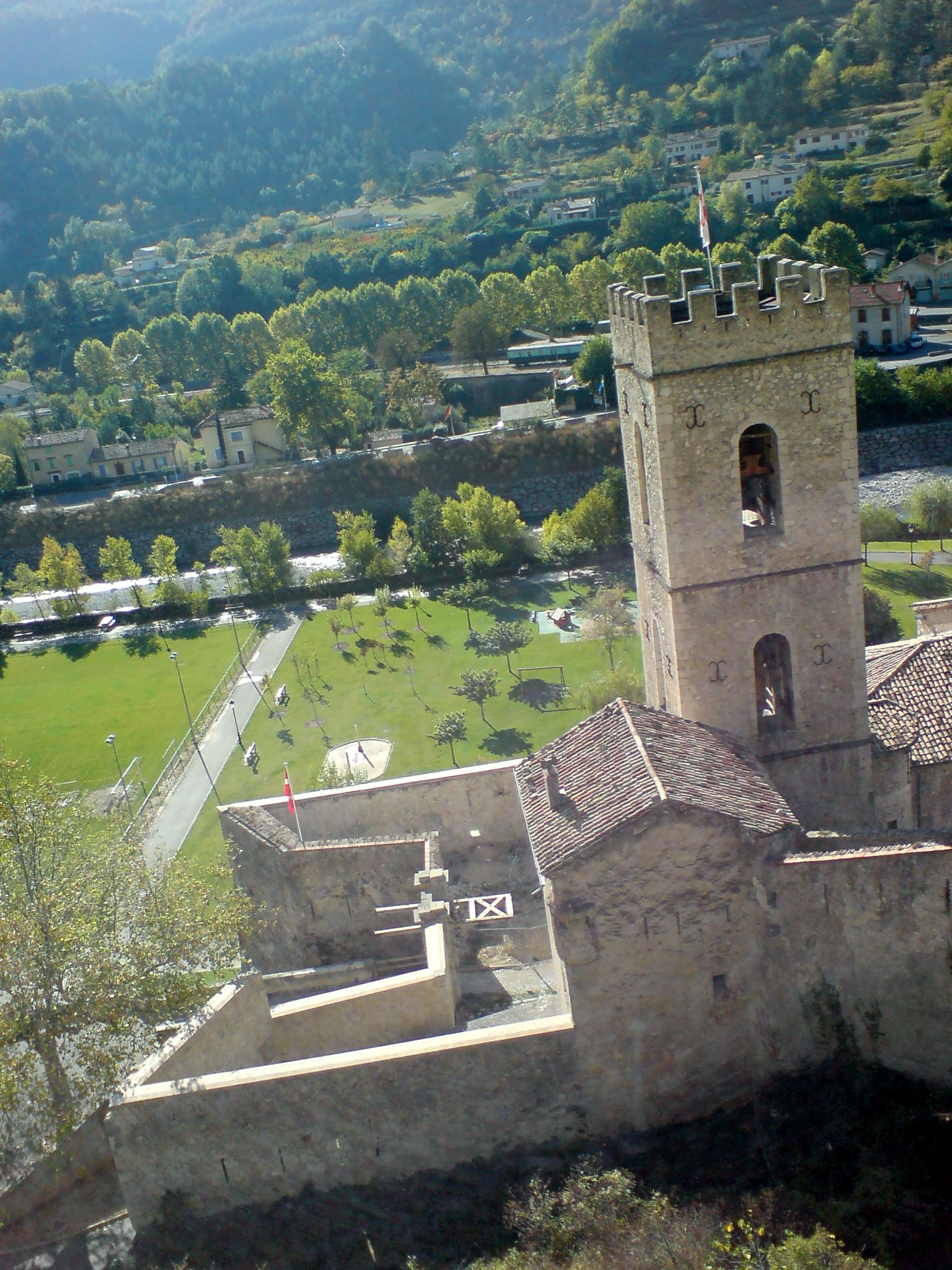
L’opera a corno della Porte d’Italie a Entrevaux

Un'opera a corno è un elemento avanzato delle fortificazioni alla moderna generalmente posto a protezione di una cortina muraria di una fortificazione maggiore dalla quale si protende verso la campagna. Il nome gli viene dalla particolare forma biforcuta costituita da una breve cortina posta tra due semi-bastioni.
Aveva un'altezza minore della fortificazione principale e accoglieva a volte una porta di accesso al suo centro, in posizione protetta tra i fianchi dei "corni".
Tale conformazione venne detta anche "opera a tenaglia" soprattutto quando manca la cortina centrale e i fianchi bastionati, aperti a forbice, formano un angolo rientrante a forma di una coda di rondine.
Quando ai due semi-bastioni si aggiunge, in posizione centrale la punta di un altro bastione, come per esempio nei progetti di Sébastien Le Prestre de Vauban, prende il nome di "opera a corona".
A volte l'opera a corno si stacca completamente dalla struttura principale, costituendo un rivellino di forma particolare.

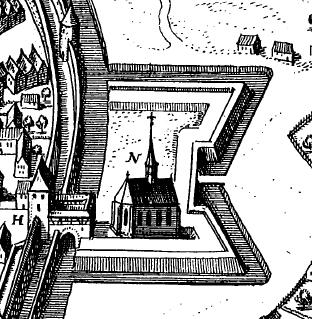
Opera a corno in'antica incisione rappresentante Francoforte sul Meno